# Луций Бебий Див
Луций Бебий Див (лат. Lucius Baebius Dives; умер в 189 году до н. э., Массилия) — римский военачальник и политический деятель из плебейского рода Бебиев, претор 189 года до н. э.

## Биография
Луций Бебий принадлежал к незнатному плебейскому роду, который вошёл в состав римского нобилитета в конце III века до н. э. В связи с событиями 202 года до н. э. в источниках упоминается некто Луций Бебий, который был легатом в армии Публия Корнелия Сципиона (впоследствии Африканского) в Ливии (Сципион направил его послом к карфагенянам, когда те нарушили перемирие); возможно, речь идёт именно о будущем преторе 189 года до н. э.
После избрания претором в 189 году до н. э. Луций Бебий получил по результатам жеребьёвки Дальнюю Испанию в управление. Однако до своей провинции он так и не добрался: в пути, в Трансальпийской Галлии, его войско было атаковано лигурами и, понеся большие потери, спаслось бегством в союзную Массилию. Претор был тяжело ранен в схватке. Спустя три дня после прибытия в Массилию он умер.